# Scientia

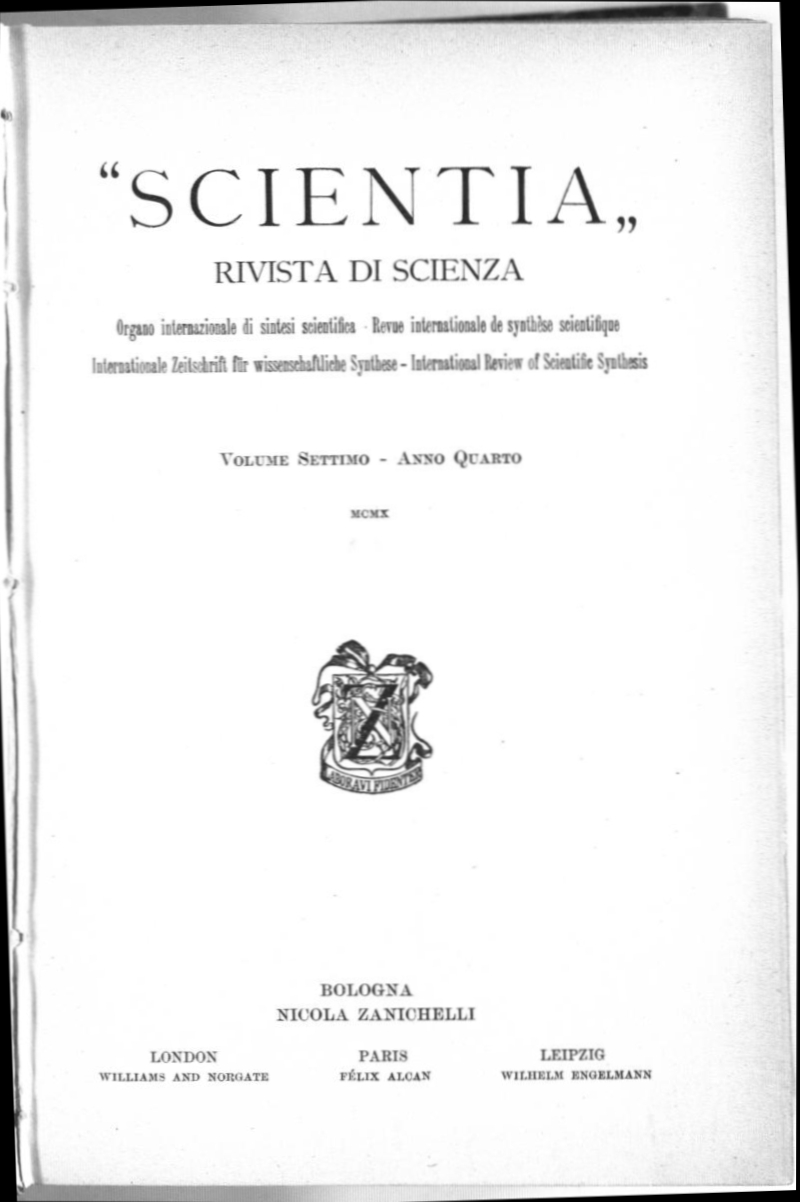
Frontespizio di un volume del 1910 della rivista

Rivista di scienza, in seguito intitolata Scientia (sottotitolo:«rivista internazionale di sintesi scientifica») fu un periodico semestrale fondato a Bologna nel 1907 e ben presto pubblicata, oltre che dal felsineo Zanichelli, anche in Germania e in Francia. Le pubblicazioni terminarono nel 1988.

## Storia
Promotori furono il matematico e filosofo Federigo Enriques, il chimico Giuseppe Bruni, il medico Antonio Dionisi, lo zoologo Andrea Giardina e l'ingegnere Eugenio Rignano, con l'obiettivo dichiarato di superare le divisioni disciplinari in nome dell'unità del sapere scientifico e filosofico e contro l'eccessiva specializzazione accademica:
(Programma, Rivista di Scienza, volume I, pag.2)
Inoltre, la rivista puntava alla divulgazione delle idee specialistiche e alla discussione fra scienziati di discipline diverse, incoraggiando un gergo meno tecnico e più accessibile:
(Programma, Rivista di Scienza, volume I, pag.2-3)
La rivista pubblicava articoli in italiano, francese, inglese e tedesco, dando ampio spazio a recensioni ed analisi critiche.
«Scientia» uscì regolarmente fino al 1915, quando Rignano con un'inchiesta sulla guerra spostò il baricentro politico della stessa: a causa di ciò Enriques rassegnò le dimissioni, assieme a Bruni, Dionisi e Giardina. Rignano dunque diventò direttore scientifico fino alla sua morte nel 1930. Su richiesta dello stesso Rignano, fu Enriques ad assumere di nuovo la conduzione della rivista, almeno fino al 1938, quando, a causa delle leggi razziali fasciste, fu cacciato dall'università e dovette rinunciare a tutti i suoi incarichi. Venne reintegrato solo nel 1944, due anni prima della morte: gli subentrò alla direzione Paolo Bonetti, e alla sua morte nel 1965 la figlia Nora, che continuerà la pubblicazione fino al 1988.

## Scienziati che pubblicarono su «Scientia»

### Scienziati italiani
- Vito Volterra
- Giuseppe Peano
- Giovanni Vailati
- Enrico Fermi
- Edoardo Amaldi
- Camillo Golgi
- Gino Loria
- Ludovico Geymonat

### Scienziati stranieri
- Bertrand Russell
- Ernest Rutherford
- Sigmund Freud
- Henri Poincaré
- Émile Borel
- Émile Picard
- Albert Einstein
- Arthur Eddington
- Werner Heisenberg
- Rudolf Carnap
- Otto Neurath
- Ernst Mach
- Hans Driesch
- Pierre Janet